# Karel Janoušek
Karel Janousek (Přerov, 30 de octubre de 1893-Praga, 27 de octubre de 1971) fue un comandante militar checoslovaco que luchó tanto en la Primera como la Segunda Guerra Mundial. 

## Biografía
Comenzó su carrera como soldado, sirviendo en el Landwehr imperial-real austriaco 1915–16, la Legión checoslovaca 1916–20 y el ejército checoslovaco 1920–24.
En 1924, Janoušek fue transferido a la Fuerza Aérea Checoslovaca y en 1926 se calificó como piloto de aviación. En 1930, coescribió un libro de texto sobre tácticas de guerra aérea. En la década de 1930 fue oficial de personal. Desde 1936 estudió meteorología y geofísica en la Universidad de Charles y en 1939 obtuvo un doctorado en ciencias naturales (RNDr).
En la Segunda Guerra Mundial, Janoušek escapó primero a Francia y luego al Reino Unido. En el Reino Unido, comandó los escuadrones checoslovacos de la RAF, fue nombrado caballero por SM el Rey Jorge VI y finalmente ascendió a Mariscal del Aire. En la Checoslovaquia ocupada, los nazis tomaron represalias contra el servicio checoslovaco libre de Janoušek encarcelando a su esposa y a gran parte de su familia.
En 1945, Janoušek regresó a Checoslovaquia, donde encontró que su esposa y varios de sus familiares habían muerto en prisión. Fue dejado de lado por los comandantes cada vez más procomunistas de la Fuerza Aérea Checoslovaca. 
Después del golpe de Estado checoslovaco de 1948, Janoušek fue sometido a una corte marcial, sentenciado a 18 años de prisión y despojado de su rango, doctorado y premios. En 1949 su condena se extendió a 19 años. En 1950 se extendió a cadena perpetua por un delito separado, pero en 1955 esta condena se redujo a 25 años.
En 1956, las penas de Janoušek se redujeron y en 1960 fue puesto en libertad en una amnistía presidencial. Un tribunal militar canceló sus condenas en la Primavera de Praga en 1968. Janoušek murió en Praga en 1971. No fue completamente rehabilitado hasta que la Revolución de Terciopelo de 1989 puso fin al estado socialista.

## Condecoraciones recibidas
Janoušek fue premiado por sus hazañas con las siguientes condecoraciones.
- Caballero comendador de la Orden del Baño
- Comendador de la Legión de Honor
- Comendador de la Orden Polonia Restituta
- Cruz de la Guerra de Checoslovaquia (1939 - 1945)
- Insignia Conmemorativa del Segundo Levantamiento Nacional (1947)
- Grand cross of the Order of the White Lion (título póstumo)

## Cultura popular
La banda de power metal Sabaton escribió una canción sobre Karel Janoušek llamada "Far From the Fame", antepenúltima canción de su álbum Heroes (2014) y fue tocada por primera vez durante el festival Masters of Rock[cita requerida] 2012 en República Checa.